# Bronowice (Strzelce-Drezdenko)
Pour les articles homonymes, voir Bronowice.
Bronowice (prononciation : [brɔnɔˈvit͡sɛ]) est un village polonais de la gmina de Strzelce Krajeńskie dans le powiat de Strzelce-Drezdenko de la voïvodie de Lubusz dans l'ouest de la Pologne.
Il se situe à environ 4 kilomètres au nord-ouest de Strzelce Krajeńskie (siège de le powiat) et 25 kilomètres au nord-est de Gorzów Wielkopolski (capitale de la voïvodie).
Le village comptait approximativement une population de 409 habitants en 2006.

## Histoire
Au cours du deuxième partage de la Pologne en 1793, le village est annexé par le Royaume de Prusse. (voir Évolution territoriale de la Pologne)
Après la Seconde Guerre mondiale, avec la mise en œuvre de la ligne Oder-Neisse, le village retourne à la République populaire de Pologne. La population d'origine allemande est expulsée et remplacée par des polonais.
De 1975 à 1998, le village appartenait administrativement à la voïvodie de Gorzów.

Depuis 1999, il appartient administrativement à la voïvodie de Lubusz